# Tybo (ost)
Tybo er en dansk æltet, mild komælksost af upasteuriseret mælk, navngivet efter landsdelen Thy ved Stresa-konventionen i 1952. Den var tidligere kendt som taffelost.
Ostens historie går tilbage til middelalderen som en præsteost og er dokumenteret i 1769. Kendt er også den svenske ost Präst.
Tybo findes også med kommen. En lagret udgave fremstilles siden 2011 på Thise Mejeri.